# Clés d'argent et Figures de cire
Clés d'argent et Figures de cire — The Corpse in the Waxworks dans l'édition originale en anglais — est un roman policier américain de John Dickson Carr publié en 1932. C'est le 4e roman de la série du limier Henri Bencolin.

## Personnages principaux
- Les victimes
  - Odette Duchêne : fille d'un ancien ministre
  - Claudine Martel : fille d'un ancien ministre

- Les enquêteurs
  - Henri Bencolin
  - Jeff Marle

- Les suspects
  - Étienne Galant

## Résumé
Après avoir été vue vivante une dernière fois au musée de cire Augustin de la Porte Saint-Martin, Odette Duchêne, fille d'un ancien ministre, est retrouvée morte dans la Seine près du Pont au Change. Henri Bencolin est chargée de l'enquête et, flanqué de son ami et chroniqueur Jeff Marle, il interroge le propriétaire du musée et mène une perquisition des lieux quand disparaît, Claudine Martel, fille d'un autre ancien membre du gouvernement. Pendant la nuit, la police découvre dans les bras d'une des statues de cire du musée le corps ensanglanté de la jeune fille, une clé d'argent passée autour du cou.
Bientôt, Bencolin glane des renseignements dans les faubourgs de Paris qui le mettent sur la piste d'Étienne Galant, un maître-chanteur et un escroc de grande envergure qui est propriétaire du Club des Masques, un étrange établissement, situé dans une sombre impasse à deux pas du musée de cire, et dans lequel on ne peut pénétrer qu'à l'aide d'une clé d'argent...

## Particularités du roman
L'intrigue de ce roman de John Dickson Carr se déroule entièrement en France, comme d'autres titres de la série Bencolin, ainsi que le roman sans héros récurrent Un coup sur la tabatière.
Ce roman est narré à la première personne par Jeff Marle, le chroniqueur habituel des exploits d'Henri Bencolin.

## Éditions
- Éditions originales en anglais
  - (en) John Dickson Carr, The Corpse in the Waxworks, New York, Harper, 1932 — Édition américaine
  - (en) John Dickson Carr, The Waxworks Murder, Londres, Hamish Hamilton, 1932 — Édition britannique

- Éditions françaises
  - (fr) John Dickson Carr (auteur) et Marie-Claude Morel (traducteur), Clés d'argent et Figures de cire [« The Corpse in the Waxworks »], Paris, Librairie des Champs-Élysées, coll. « Le Masque no 639 », 1959, 255 p. (BNF 31909866)
  - (fr) John Dickson Carr (auteur) et Danièle Grivel (traducteur) (trad. de l'anglais), Clés d'argent et Figures de cire [« The Corpse in the Waxworks »], Paris, Librairie des Champs-Élysées, coll. « Le Masque no 639 », 1994, 220 p. (ISBN 2-7024-2420-1, BNF 35739312) La deuxième édition de ce roman dans la collection Le Masque donne lieu à la première traduction intégrale du texte.

## Source bibliographique
- Roland Lacourbe, John Dickson Carr : scribe du miracle. Inventaire d'une œuvre, Amiens, Encrage, 1997, p. 36-37.